# Speaking in Tongues
| Оценки критиков               | Оценки критиков |
| Источник                      | Оценка          |
| ----------------------------- | --------------- |
| AllMusic                      | [ 3 ]           |
| Chicago Tribune               | [ 4 ]           |
| Mojo                          | [ 5 ]           |
| Pitchfork                     | 8.5/10          |
| Rolling Stone                 | [ 1 ]           |
| The Rolling Stone Album Guide | [ 7 ]           |
| Smash Hits                    | 9/10            |
| Spin Alternative Record Guide | 7/10            |
| Uncut                         | 9/10            |
| The Village Voice             | A−              |

Speaking in Tongues — пятый студийный альбом американской рок-группы Talking Heads, выпущенный 1 июня 1983 года на лейбле Sire Records. После прекращения сотрудничества с продюсером Брайаном Ино и короткого перерыва группы, который позволил отдельным участникам заняться своими сайд-проектами, в 1982 году началась запись альбома. Альбом стал коммерческим прорывом группы, а сингл «Burning Down the House» стала единственной песней Talking Heads, которая достигла 9-го места в американском чарте Billboard Hot 100.

## Об альбоме
За оформление ограниченного тиража этого альбома Роберту Раушенбергу была присуждена премия Грэмми.

## Список композиций
Тексты — Дэвид Бирн, музыка — Talking Heads.

##### Сторона 1
1. «Burning Down the House» — 4:00
2. «Making Flippy Floppy» — 4:36
3. «Girlfriend Is Better» — 4:25
4. «Slippery People» — 3:30
5. «I Get Wild/Wild Gravity» — 4:06

##### Сторона 2
1. «Swamp» — 5:09
2. «Moon Rocks» — 5:04
3. «Pull Up the Roots» — 5:08
4. «This Must Be the Place (Naive Melody)» — 4:56

##### 2006 DualDisc reissue
1. «Burning Down the House» — 4:01
2. «Making Flippy Floppy (Extended Version)» — 5:53
3. «Girlfriend Is Better (Extended Version)» — 5:42
4. «Slippery People (Extended Version)» — 5:05
5. «I Get Wild/Wild Gravity (Extended Version)» — 5:16
6. «Swamp» — 5:12
7. «Moon Rocks (Extended Version)» — 5:45
8. «Pull Up the Roots» — 5:09
9. «This Must Be the Place (Naive Melody)» — 5:03
10. «Two Note Swivel (Unfinished Outtake)» — 5:51
11. «Burning Down the House (Alternate Version)» — 5:09

## Участники записи
- Дэвид Бирн — вокал, гитара
- Крис Франц — ударные
- Тина Уэймут — бас, синтезатор
- Джерри Харрисон — клавишные, гитара.